# Pfalz Grona
Koordinaten: 51° 33′ 7,1″ N, 9° 54′ 46,4″ O
Die Pfalz Grona (teilweise auch Pfalz Grone) war eine Königspfalz auf dem Gebiet der heutigen Stadt Göttingen. Sie war eine der Wurzeln des heutigen Stadtteils Grone, liegt aber im benachbarten Ortsteil Weststadt. Die Pfalz wurde 915 erstmals urkundlich als Burg Grona erwähnt. Sie ist der Todesort von Kaiser Heinrich II. (1024) und wurde 1387 von den Göttinger Bürgern vollständig abgerissen.

## Lage
Die Pfalz Grona lag nordwestlich von Göttingen am oberen Rande des Steilufers zum Leinetal auf dem Hagenberg. Direkt unterhalb des Hanges verläuft das Flüsschen Grone. Das Gelände lag östlich und nördlich der heutigen Friedenskirche und ist heute bewaldet, auch beim Bau von Kirche und Gemeindezentrum traf man auf archäologische Spuren.

## Geschichte
Die Pfalz ist eine der fünf Pfalzanlagen im heutigen Niedersachsen (Werla, Goslar, Dahlum, Pöhlde).
In der Nähe des heutigen Ortsteils Grone lag die „urbs, quae Grona dicitur“; in ihr wurde 915 Heinrich, Herzog von Sachsen (geb. ca. 876), aus dem Haus der Liudolfinger, von dem ostfränkischen König Konrad I. (911–918) belagert. Konrad brach die Belagerung vorzeitig ab, weil – nach einer sagenhaften Überlieferung – ein Freund Heinrichs, Thietmar, den fränkischen Unterhändlern die bevorstehende Ankunft seiner Entsatztruppen vortäuschte. Durch seine Misserfolge entmutigt, designierte Konrad seinen Gegner später für die Königswahl. So wurde Heinrich I. (919–935) zum König gewählt; er war der erste Sachse unter den deutschen Königen. Den Kaisertitel nahm er nicht an.
Mit ihm wurde die liudolfingische Burg zur königlichen Pfalz Grona erhoben und hat, besonders unter Heinrich II., glänzende Tage erlebt. 1012 fand hier die Investitur und Weihe von Waltard zum Erzbischof von Magdeburg, 1022 die von Godehard zum Bischof von Hildesheim statt; in anderen Jahren tagten hier Reichsversammlungen. Mit ihren insgesamt 18 bezeugten Königs- und Kaiseraufenthalten zwischen 941 und 1025 gilt die Pfalz Grona als spezifisch ottonische Pfalz hohen Ranges. Heinrich I. versorgte seine Witwe unter anderem mit diesem Gut. Nachgewiesen sind sodann Aufenthalte von Otto I., Otto II. und Otto III. Für Heinrich II. schließlich und seine Gemahlin Kunigunde war Grone ein beliebter Aufenthaltsort. Hierher zog sich Heinrich II., schwer erkrankt, im Sommer 1024 zurück, wo er dann am 13. Juli desselben Jahres verstarb. Mit ihm war die Glanzzeit der Pfalz zu Ende.
Zur Pfalz gehörte im nahe gelegenen Dorf Grone ein Königshof, ein befestigter fränkischer Gutshof an einer Vormarschstraße. Daran wird heute mit den Straßennamen u. a. „Königsstieg“ und „Königsallee“ erinnert.
Unter den Saliern büßte die Pfalz an Bedeutung ein. Im Sachsenspiegel wird sie jedoch unter den fünf Pfalzen in Sachsen noch (an erster Stelle) genannt.
Die Pfalz, die in den Kämpfen zwischen Heinrich dem Löwen und der Reichsgewalt zerstört worden war, wurde zu Anfang des 13. Jahrhunderts von dem seit 1263 nachgewiesenen Reichsministerialengeschlecht von Grone als Burg wieder aufgebaut. Die von Grones sollte als Reichsministeriale und zeitweise Vögte das dortige Reichsgut beaufsichtigen und hatte seinen Sitz in der Burg. Diese Burg wurde kurz nach 1323 von den Göttingern mitsamt Kapelle niedergelegt, weil ihre Insassen angeblich vorwiegend von der Wegelagerei lebten. Die Burgstelle lag danach wüst. Erst 1339 wurde von den Göttingern eine neue Kapelle gebaut. Unmittelbar neben dieser Kapelle baute 1387 Herzog Otto der Quade aus den Steinen der zerstörten Kirchen von Burggrone und Holtensen ein „neues Schloss und Burg“ mit einer dicken Mauer und einem Bergfried aus Holz. Die Göttinger zerstörten im selben Jahr auch diese Anlage und ließen die Burg wie auch das Dorf Burggrone nicht mehr aufbauen.

## Archäologische Untersuchungen

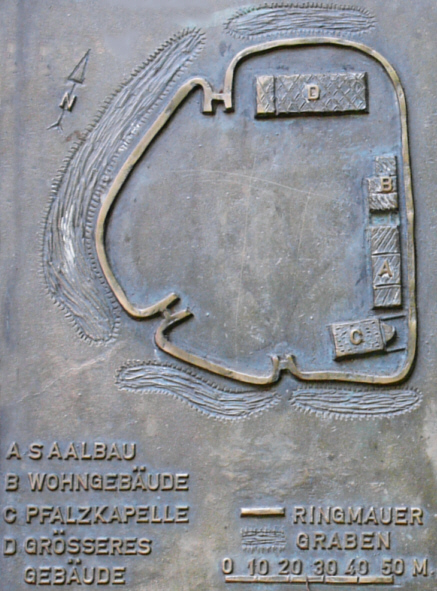
Lageplan der archäologisch ergrabenen Pfalz Grona (stilisierte Darstellung auf der Gedenkplatte von 1994).

Das Gelände der Pfalz Grone ist mehrfach archäologisch untersucht worden. Zunächst ließ ab 1880 der Göttinger Oberbürgermeister Georg Merkel „unbeholfene Nachgrabungen“ (Adolf Gauert) anstellen. Dabei legte man ein dichtes Netz von Suchgräben an und stieß (nördlich des später als Pfalz entdeckten Bereichs) auf Reste eines 16 mal 25 Meter messenden Gebäudes, das man für die Pfalzkapelle hielt. Die übrigen Mauerzüge waren jedoch so häufig unterbrochen, dass bald „allgemeine Ratlosigkeit um sich griff und die Grabungen ein Jahr später ohne gesicherte Ergebnisse abgebrochen werden mussten.“ 1935 fanden „Probegrabungen“ an der Befestigung durch Ulrich Kahrstedt und Herbert Krüger statt, die dann aber ebenfalls abgebrochen werden mussten.
Umfangreiche Ausgrabungen erfolgten von 1957 bis 1972 unter Leitung von Adolf Gauert. Als Forschungsergebnis konnte Gauert drei sich überlagernde Baukomplexe und Befestigungsgräben feststellen, die einander abgelöst hatten. Die Palastanlage befand sich demnach an der Ostseite unmittelbar vor dem Steilhang. Das Gebäudeensemble wies im Süden die Pfalzkapelle auf, die sich mit ihrer halbkreisförmigen Apsis an eine Ringmauer anlehnte. Unmittelbar nördlich davon stand im rechten Winkel zur Kapellen-Achse ein großes Gebäude von etwa 6,5 Metern Breite und etwa 20 Metern Länge, das Gauert als Aula deutete. Daran schloss sich nördlich ein schwächer fundamentierter Bau an, der als Verbindung zur Königswohnung (caminata) diente. Dieser letztgenannte Bau war ausweislich der gefundenen zahlreichen Stücke von bemaltem Putz wohl das einzige Wohngebäude der Pfalz.

## Gegenwart und Erinnerungsdenkmale
Das ehemalige Pfalzgelände ist heute großteils als städtischer „Pfalz-Grona-Park“ (vorher „Westpark“) bewaldet. Die genaue Lage der archäologisch ergrabenen Befestigungen und Gebäude ist vor Ort nicht kenntlich gemacht.
Im 19. und 20. Jahrhundert entstanden zwei Erinnerungsdenkmale an die Pfalz Grona. Zunächst 1880 ein an der östlichen Hangkante des Hagenbergs vom Landesdirektorium Hannover errichteter, rund 3,50 Meter hoher Findling aus Quarzit als Gedenkstein, im Bereich der ergrabenen Pfalzkapelle. Die auf dem Quarzitblock angebrachte, eiserne Inschriftentafel teilt mit: „Hier stand die Pfalz Grona, ein Wohnsitz der sächsischen Kaiser 919 bis 1024, zerstört von den Göttinger Bürgern im Streite mit Herzog Otto 1387“, dazu ein Zitat aus den Heroiden des Ovid: „Jam seges crescit ubi Troja fuit“ (Jetzt wächst die Saat, wo Troja war). Davor lagert ein weiterer Stein mit einer Bronzeplatte von 1994, die knapp die Daten des neuen Forschungsstandes und einen schematischen Lageplan der Grabungsinterpretation darstellt.
Das zweite Erinnerungsdenkmal ist der Turm der nahegelegenen evangelisch-lutherischen Friedenskirche, der 1958–1959 nach Anregung von Pastor Gerhard Mercker und Entwurf des Göttinger Architekten Hans Hautsch zugleich als „ein weithin sichtbares Denkmal der Kaiserpfalz“ vorgesehen war und so mitfinanziert werden konnte. Dazu bekam der Turm oben eine Aussichtsplattform und im Erdgeschoss einen Gedenkraum mit einem Sandsteinrelief, das einen schematischen Pfalzgrundriss zeigt.

Die 1972 im nahen Ortsteil Grone erbaute, moderne katholische Kirchenzentrum St. Heinrich und Kunigunde erinnert ebenfalls an die kaiserliche Pfalzzeit um das Jahr 1000.

Bildergalerie: Gedenk-Orte für die Pfalz Grona
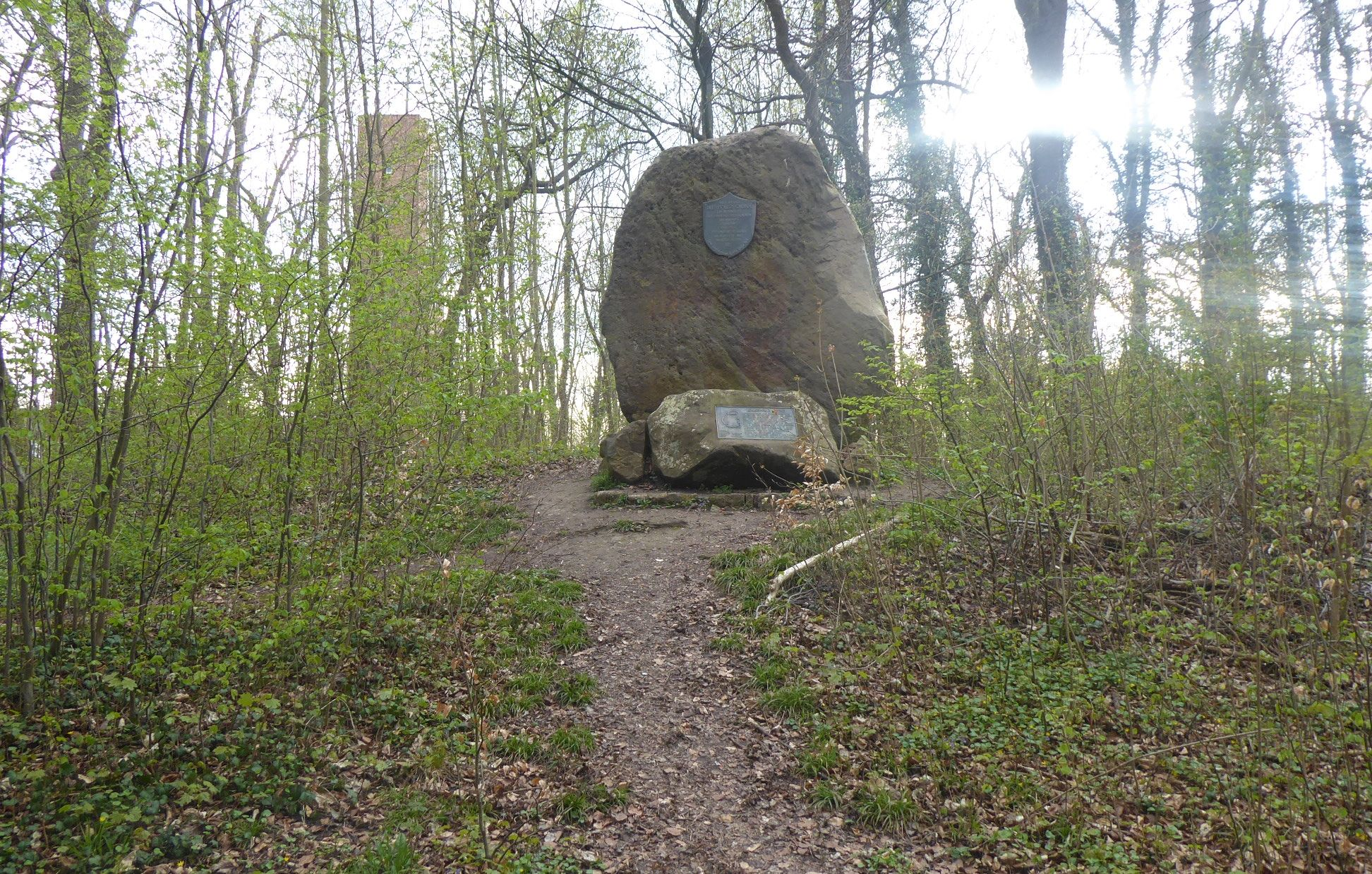
Gedenksteine am Ort der Pfalz Grona; Blick nach Westen, im Hintergrund der Turm der Friedenskirche (2021)
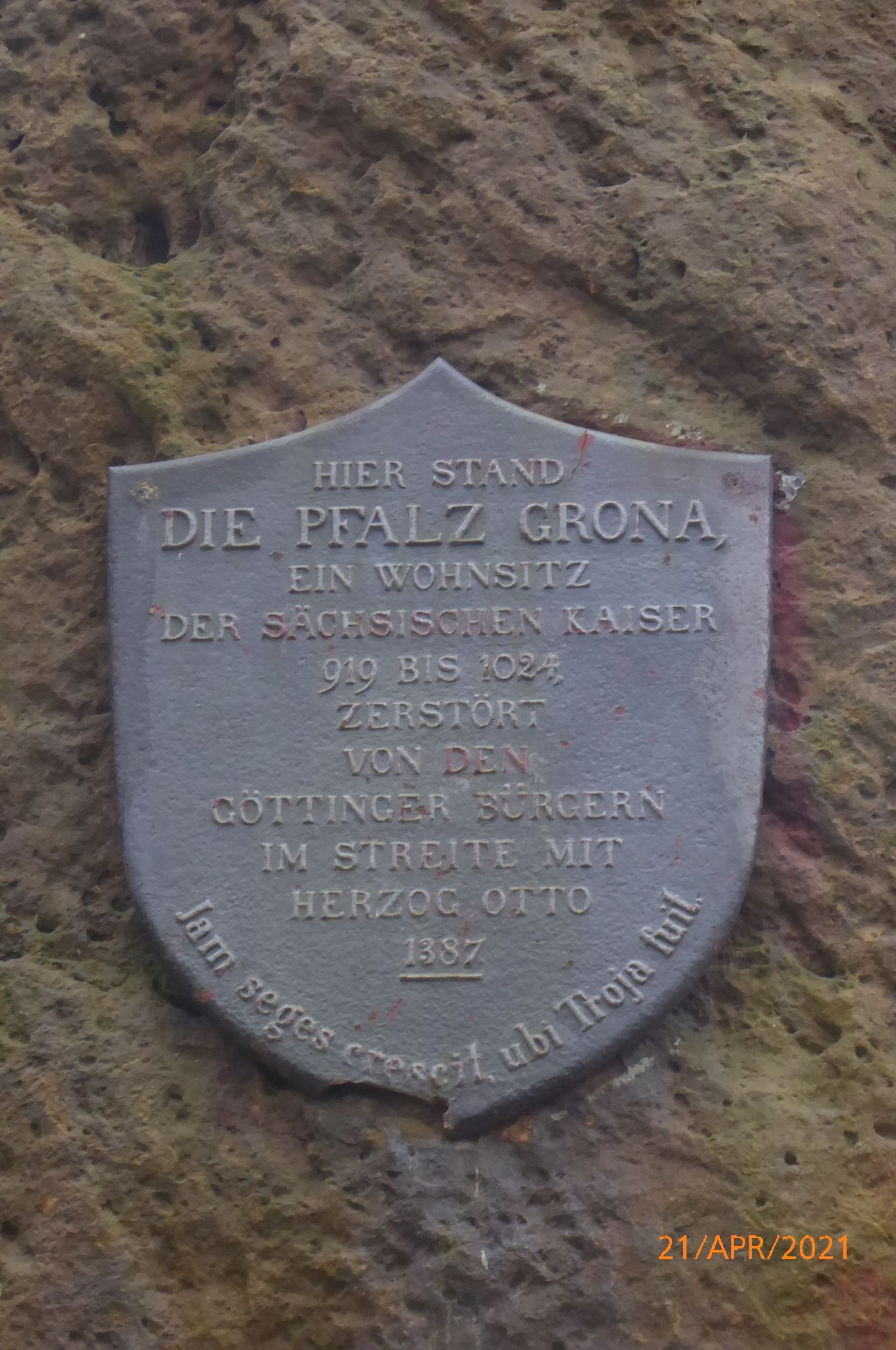
Inschriftenplatte am Gedenkstein von 1880 (2021)
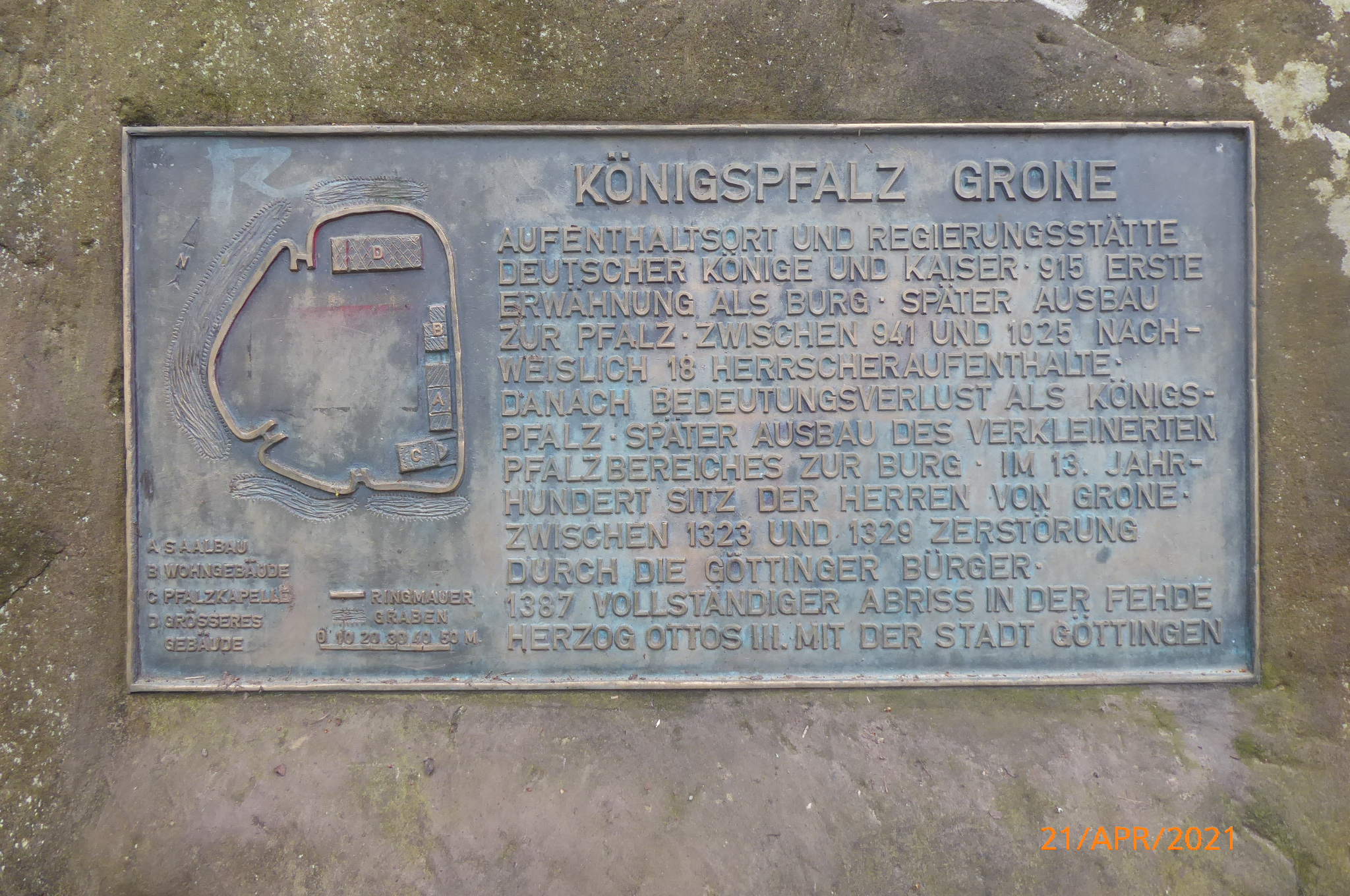
Inschriftenplatte des 20. Jahrhunderts am Fuß des Gedenksteins (2021)
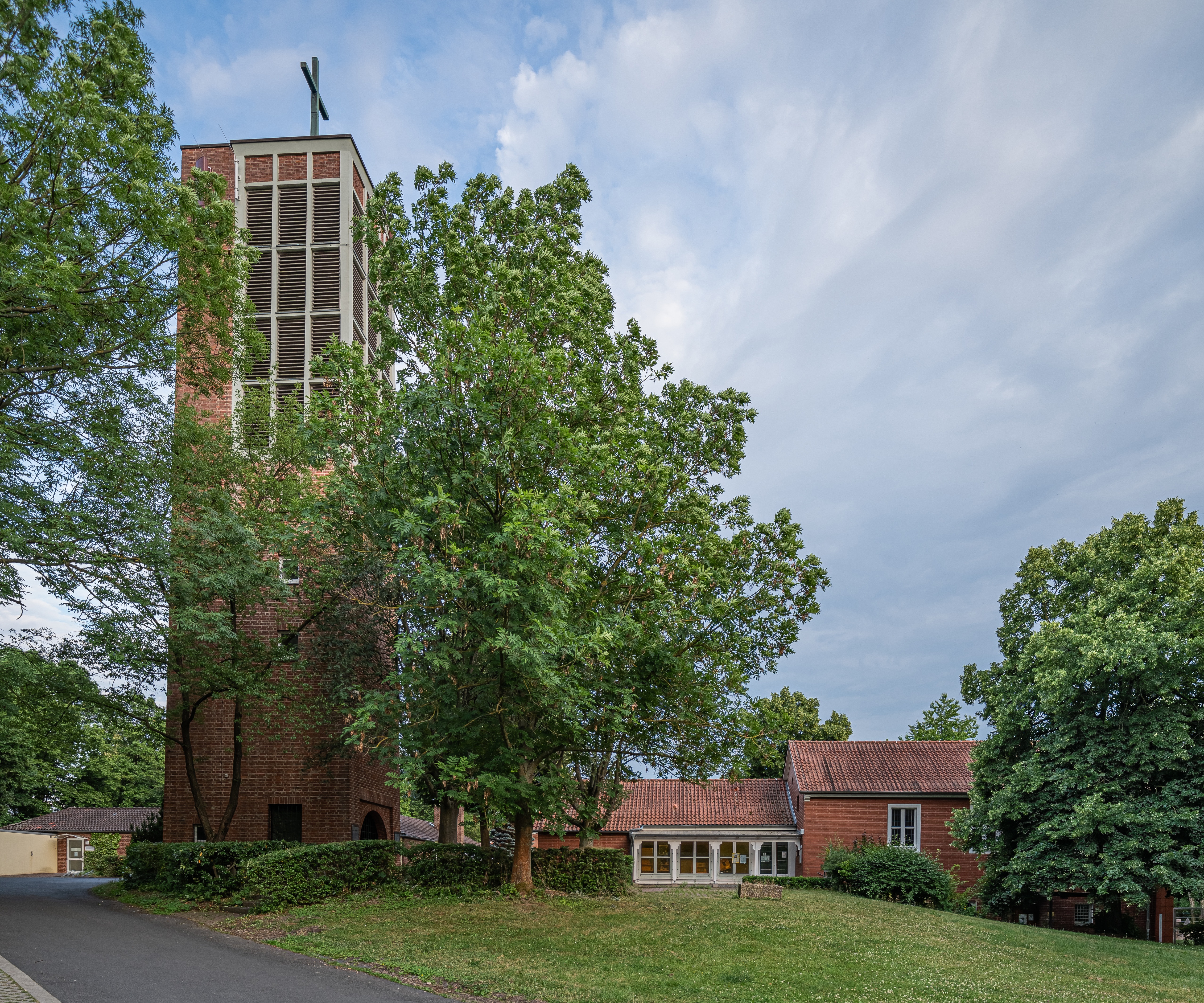
Friedenskirche Göttingen am Rande der ehemaligen Pfalz Grona. Im Erdgeschoss des nebenan freistehenden Turms befindet sich ein Gedenkraum für die Pfalz (2022)